# Teleotanais gerlachi
Teleotanais gerlachi is een naaldkreeftjessoort uit de familie van de Paratanaidae. De wetenschappelijke naam van de soort is voor het eerst geldig gepubliceerd in 1956 door Lang.